# Apatura gifuensis
Apatura gifuensis är en fjärilsart som beskrevs av Matsumura 1919. Apatura gifuensis ingår i släktet Apatura och familjen praktfjärilar. Inga underarter finns listade i Catalogue of Life.